# 1907
- Wikisource

| Calendário gregoriano                                                        | 1907 MCMVII                          |
| Ab urbe condita                                                              | 2660                                 |
| Calendário arménio                                                           | 1356 – 1357                          |
| Calendário bahá'í                                                            | 63 – 64                              |
| Calendário budista                                                           | 2451                                 |
| Calendário chinês                                                            | 4603 – 4604 Início a 13 de fevereiro |
| Calendário copta                                                             | 1623 – 1624                          |
| Calendário etíope                                                            | 1899 – 1900                          |
| Calendários hindus - Vikram Samvat - Calendário nacional indiano - Cáli Iuga | 1962 – 1963 1828 – 1829 5007 – 5008  |
| Calendário Holoceno                                                          | 11907                                |
| Calendário islâmico                                                          | 1325 – 1326                          |
| Calendário judaico                                                           | 5667 – 5668 Início a 9 de setembro   |
| Calendário persa                                                             | 1285 – 1286 Início a 22 de março     |
| Calendário rúnico                                                            | 2157                                 |
| Calendário solar tailandês                                                   | 2450                                 |

1907 (MCMVII, na numeração romana) foi um ano comum do século XX do actual Calendário Gregoriano, da Era de Cristo. A sua letra dominical foi F (52 semanas), teve início a uma terça-feira e terminou também a uma terça-feira.
| Ano completo                       |
| ---------------------------------- |
| Ano comum com início à terça-feira |

## Eventos

### Abril
- 1 de abril - erupção submarina na Fractura de Mónaco, detectou-se uma pequena erupção a cerca de 400 m de profundidade no Banco de Mónaco (SSW de São Miguel). Emitiu cinzas e provocou o corte do cabo submarino entre a ilha de São Miguel e a ilha do Faial.

### Setembro
- 26 de setembro - a Nova Zelândia torna-se independente.

### Novembro
- 16 de novembro - Oklahoma torna-se o 46º estado norte-americano.

### Dezembro
- 20 de dezembro - Instituído o Decreto de Depósito Legal da Biblioteca Nacional do Brasil.

## Nascimentos

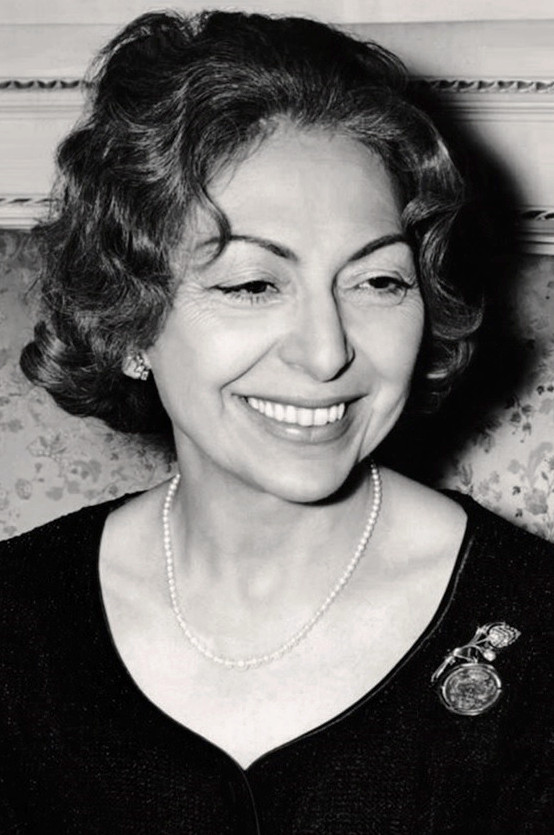
Maria Pia de Saxe-Coburgo Gotha e Bragança.

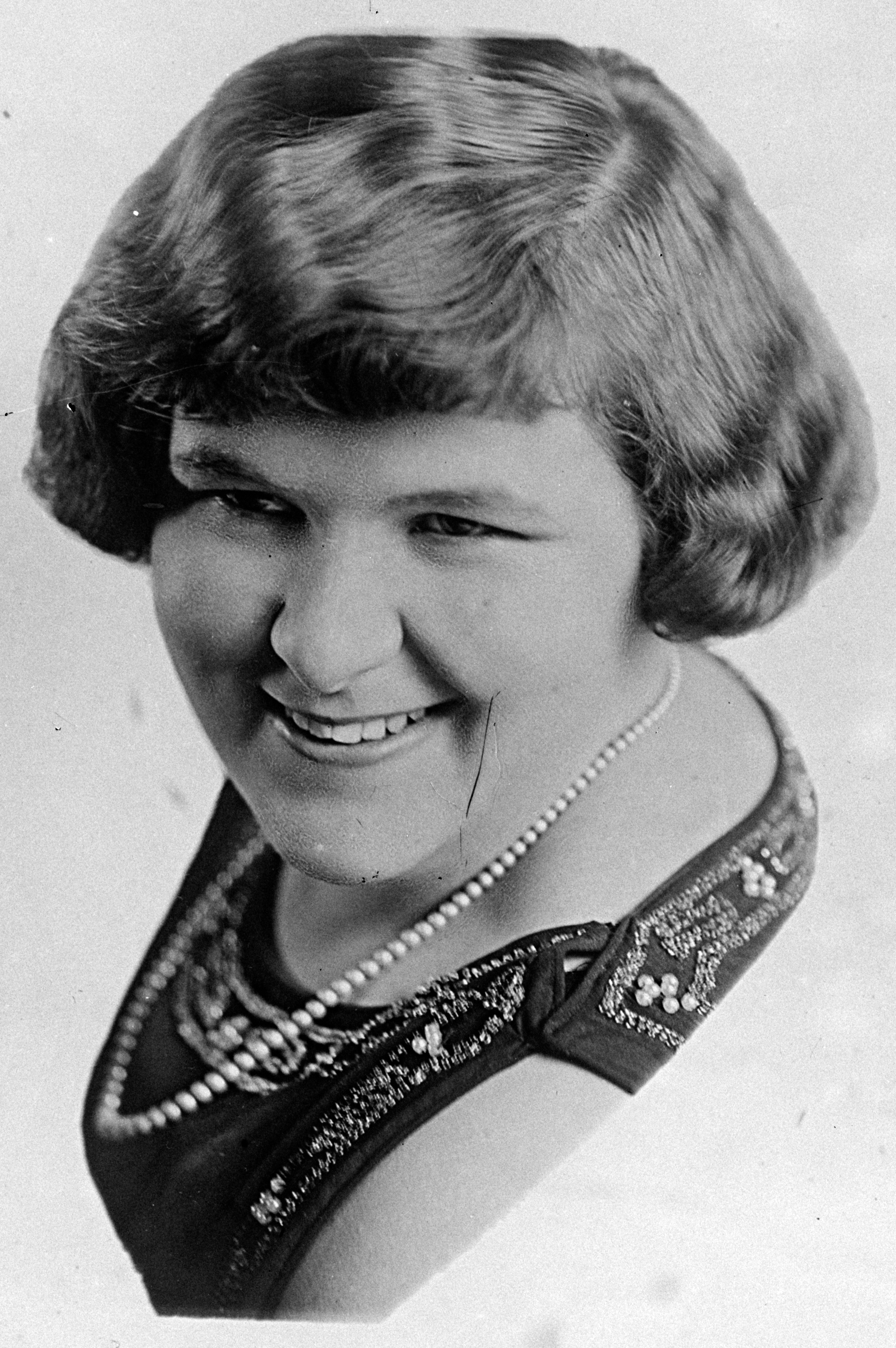
Kate Smith.

- 13 de março - Maria Pia de Saxe-Coburgo Gotha e Bragança, escritora, jornalista e famosa pretendente ao trono de Portugal (m. 1995).
- 14 de abril - François Duvalier (Papa Doc), presidente do Haiti de 1957 a 1971 (m. 1971).
- 1 de maio - Kate Smith, cantora norte-americano (m. 1986).
- 5 de julho - Yang Shangkun, presidente da República Popular da China de 1988 a 1993 (m. 1998).
- 17 de julho - Paul Magloire, presidente do Haiti de 1950 a 1956 (m. 2001).
- 3 de agosto - Ernesto Geisel, presidente do Brasil (m. 1996).
- 2 de setembro - David Rollins, ator norte-americano (m. 1997).
- 2 de outubro - Víctor Paz Estenssoro, advogado e presidente da Bolívia de 1952 a 1956, de 1960 a 1964 e de 1985 a 1989 (m. 2001).[1]
- 15 de novembro - Claus von Stauffenberg, coronel alemão da II Guerra Mundial (m. 1944).
- 23 de novembro - Jimmie Daniels, artista de cabaré, ator, modelo e dono de boate americano (m. 1984).
- 5 de dezembro - Lin Biao, revolucionário, militar e político chinês (m. 1971)
- 15 de dezembro - Oscar Niemeyer, arquiteto brasileiro (m. 2012).
- 31 de dezembro - Mário Reis, cantor brasileiro (m. 1981).

## Mortes
- 11 de fevereiro - Herman Theodor Lundgren, fundador póstumo das Casas Pernambucanas em 1908 (n. 1835)
- 11 de março - Jean Casimir-Perier, presidente da França de 1894 a 1895 e primeiro-ministro de 1893 a 1894 (n. 1847).
- 19 de março - Mariano Baptista, presidente da Bolívia de 1892 a 1896 (n. 1832).
- 14 de agosto, Anacleto de Medeiros, músico e maestro brasileiro (n, 1866).
- 4 de dezembro - Luis Sáenz Peña, advogado e presidente da Argentina de 1892 a 1895 (n. 1822).
- 8 de dezembro - Óscar II da Suécia, rei da Suécia de 1872 a 1907 e rei da Noruega de 1872 a 1905 (n. 1829).

## Prémio Nobel
- Física - Albert Abraham Michelson[2]
- Química - Eduard Buchner[3]
- Paz - Ernesto Teodoro Moneta,[4] Louis Renault[4]
- Literatura - Rudyard Kipling[5]
- Medicina - Charles Louis Alphonse Laveran[6]

## Por tema
- 1907 na arte
- 1907 no Brasil
- 1907 no carnaval
- 1907 na ciência
- 1907 no cinema
- 1907 no desporto
- 1907 no jornalismo
- 1907 na literatura
- 1907 na música
- 1907 na política
- 1907 no teatro
- 1907 na televisão